# Kim Džong-il
Kim Džong-il (korejsko 김정일), rojen kot Jurij Irsenovič Kim (rusko Юрий Ирсенович Ким), severnokorejski politik, drugi vrhovni voditelj Severne Koreje, * 16. februar 1941, Vjatsko pri Habarovsku, † 17. december 2011, Pjongjang. 
Vodil je Severno Korejo od smrti svojega očeta Kim Il-sunga, prvega vrhovnega voditelja, leta 1994 do svoje smrti leta 2011, ko ga je nasledil njegov sin Kim Džong-un. 
Leta 1980 je Kim postal naslednik za vodstvo Demokratične ljudske republike Koreje (DLRK) in prevzel pomembna mesta v partijskih in vojaških organih. Svojega očeta in ustanovitelja DLRK Kima Il-sunga je nasledil po njegovi smrti leta 1994. Bil je generalni sekretar Delavske partije Koreje (DPK), predsedstva DPK, predsednik Nacionalne obrambne komisije Severne Koreje in vrhovni poveljnik Korejske ljudske armade, četrte največje stalne vojske na svetu.
Kim Džong-il je Severni Koreji vladal kot represivni totalitarni diktaturi. Vodstvo je prevzel v obdobju velike gospodarske krize sredi razpada Sovjetske zveze, od katere je bila močno odvisna trgovina s hrano in drugim blagom, kar je povzročilo lakoto. Čeprav se je lakota v poznih devetdesetih letih končala, je bilo pomanjkanje hrane še vedno težava v njegovem mandatu. Kim je s svojo politiko songun (»najprej vojaštvo«) okrepil vlogo vojske, tako da je vojska postala osrednji organizator civilne družbe. Kimovo vladavino so zaznamovale tudi previdne gospodarske reforme, vključno z odprtjem industrijskega parka Kaesong leta 2003. Aprila 2009 je bila severnokorejska ustava spremenjena tako, da je njega in njegove naslednike označila za »vrhovnega vodjo DLRK«. 
Najpogostejši pogovorni naslov za Kima v času njegovega življenja je bil »Dragi vodja«, da bi se ločil od svojega očeta Kim Il-sunga, »Velikega vodje«. Potem ko se Kim leta 2008 ni pojavil na pomembnih javnih dogodkih, so tuji opazovalci domnevali, da je resno zbolel ali umrl. 19. decembra 2011 je severnokorejska vlada objavila, da je umrl pred dvema dnevoma, nato pa ga je nasledil njegov tretji sin Kim Džong-un. Po smrti so Kima imenovali za »večnega generalnega sekretarja« DPK in »večnega predsednika Nacionalne obrambne komisije« v skladu s tradicijo vzpostavljanja večnih mest za mrtve člane dinastije Kim. Human Rights Watch piše, da je Kim odgovoren za več tisoč, morda tudi milijon smrtnih žrtev med svojo vladavino, zaradi množične lakote, javnih usmrtitev in grozljivih razmer v koncentracijskih taboriščih.